# Markthalle (Linz)

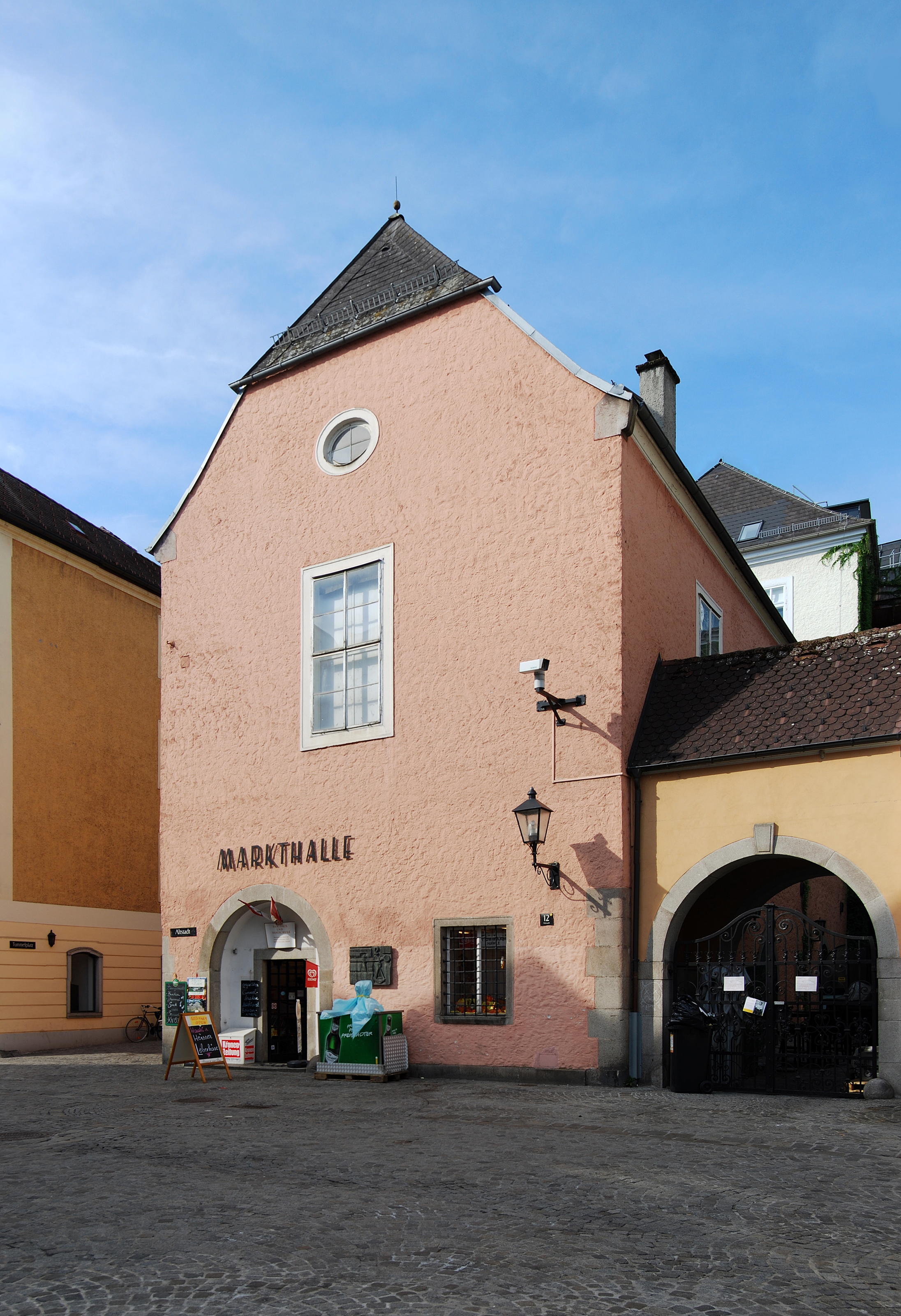
Markthalle Linz (2013)

Die Linzer Markthalle befindet sich im Linzer Altstadthaus Altstadt 12 und wurde 1524 von der Stadt Linz übernommen.
Das Haus wurde bis zum Jahr 1923 als Waage und Zeughaus genutzt. Die Stadtgemeinde Linz vermietete das Gebäude ab dem Jahr 1959 an Nahversorger, wobei sich in den 1960er und 1970er Jahren zwei Lebensmittelgeschäfte, ein Fleischhauer und ein Blumenhändler in der Markthalle befanden.
2015 wurde das mittlerweile denkmalgeschützte Haus an eine Investorengemeinschaft der Linzer Altstadt verkauft, die es einer umfangreichen Renovierung unterzog. Im Obergeschoß entstand ein Veranstaltungssaal mit moderner Licht-, Ton- und Bühnentechnik, den großteils eine Tanzschule nutzt. Im Erdgeschoß ist ein Antiquitätengeschäft eingemietet.